# كيم تشانغ سو
كيم تشانغ سو (بالكورية: 김창수)‏ (و. 1985  م) هو لاعب كرة قدم، من كوريا الجنوبية، ولد في بوسان، شارك في الألعاب الأولمبية الصيفية 2008، وكأس العالم 2014، والألعاب الأولمبية الصيفية 2012، وكأس آسيا 2015، مركز لعبه هو مُدَافِع.

## وصلات خارجية
- National Team Player Record[وصلة مكسورة] (بالكورية)
- كيم تشانغ سو على موقع الاتحاد الدولي (مؤرشف)  (الإنجليزية)
- كيم تشانغ سو على موقع رابطة كرة القدم اليابانية للمحترفين (اليابانية)
- كيم تشانغ سو على موقع دوري كوريا الجنوبية (الإنجليزية)
- كيم تشانغ سو على موقع قاعدة بيانات كرة القدم.إي يو (الإنجليزية)
- كيم تشانغ سو على موقع ناشيونال فوتبول تيمز (الإنجليزية)
- كيم تشانغ سو على موقع Soccerway.com (الإنجليزية)
- كيم تشانغ سو على موقع أوليمبيديا (الإنجليزية)
- كيم تشانغ سو على موقع AS.com (الإسبانية)

قالب:تشكيلة كوريا في كأس آسيا 2015